# کفتار بی‌باک
کفتار بی‌باک (به انگلیسی: The Fearless Hyena) یک فیلم اکشن، کمدی و رزمی  هنگ کنگی محصول ۱۹۷۹ به نویسندگی، کارگردانی و بازی جکی چان است. این فیلم در گیشه موفق بود. قسمت دوم این فیلم در سال ۱۹۸۳ با نام کفتار بی‌باک، قسمت دوم منتشر شد.

## داستان
داستان نوجوانی را روایت می‌کند که در دهکده‌ای دور افتاده به همراه پدر بزرگش به زندگی مشغول است و نزد او مهارت‌های کونگ‌فو را آموزش دیده و مدام به درگیری با دیگران می‌پردازد. این موضوع تا جایی ادامه پیدا می‌کند که پدربزرگش توسط دشمنی به قتل می‌رسد و حالا جکی با تمرینات طاقت‌فرسا خود را برای انتقامی سخت آماده می‌کند… 

## بازیگران
- جکی چان
- جیمز تین
- دین شک
- الن چویی چونگ-سان